# 안데르 카파
안데르 카파 로드리게스(스페인어: Ander Capa Rodríguez, 1992년 2월 8일, 바스크 주 포르투갈레테 ~)는 스페인의 프로 축구 선수로, 현재 아틀레틱 빌바오에서 우측 수비수나 측면 미드필더로 활약하고 있다.
주로 에이바르에서 활약한 그는 스페인 축구 3부부터 1부까지 모두 참가했다. 7년 동안, 그는 214번의 공식 경기에 출전해 15번 골망을 흔들었다.

## 클럽 경력

### 에이바르
카파는 바스크 주 비스카이아 도 포르투갈레테 출신이다. 그는 인근 다노크 바트에서 축구를 시작한 후 에이바르에 입단했고, 2011-12 시즌에 테르세라 디비시온에 속한 2군 소속으로 성인 무대 첫 경기를 출전했다.
2012년 7월, 카파는 2011-12 시즌에 1군 소속으로 한 차례 출전한 후 정식으로 합류했다. 이듬해, 그는 24번의 경기에 출전해 5골을 넣었고,(승격 플레이오프전에서는 6경기 더 출전해 2골을 추가했다) 총포곤 군단은 4년 만에 세군다 디비시온 무대에 복귀했다.
2013년 8월 18일, 카파는 2-1로 이긴 하엔과의 원정 경기에 선발로 출전해 첫 프로 경기를 경험했다. 그는 같은 해 9월 28일에 스포르팅 히혼 원정에서 첫 프로 무대 득점을 신고했지만, 2-3으로 패해 빛이 바랬다. 그는 이듬해에 30경기를 더 출전해 1골을 추가했는데 소속 구단은 사상 첫 라 리가 승격을 이룩했다.
카파는 같은 해 8월 24일에 1-0으로 이긴 레알 소시에다드와의 안방 경기에 선발로 출전해 1부 리그 신고식을 치렀다. 몇 달 후인 12월 8일, 그는 5-2 대승을 거둔 알메리아와의 안방 경기에서 1부 리그 첫 골이자 에이바르의 경기 마지막 골을 득점했다.
2015년 시즌 개막을 앞두고, 호세 루이스 멘딜리바르 신임 감독은 카파를 우측 수비수로 전향했다. 그 해 11월 19일, 1부 리그에 남은 에이바르에서 카파는 주전의 입지를 다졌고, 2018년까지 계약을 연장했다.

### 아틀레틱 빌바오
2017년 9월 1일, 카파는 유소년 시절에 활동했던 아틀레틱 빌바오와 4년 계약을 맺고 2018년 7월부터 합류하기로 합의를 보았다. 2019년 11월 10일, 그는 2-1로 이긴 레반테와의 안방 경기 막판에 페널티 구역 외곽에서 가위차기로 결승골을 넣으며 첫 골을 득점했다. 그는 같은 경기에서 이케르 무니아인이 마무리한 동점골을 돕기도 했다.

## 경력 통계

### 클럽
2021년 7월 1일 기준
| 구단            | 시즌      | 리그              | 리그 | 리그 | 컵   | 컵 | 기타 | 기타 | 합계 | 합계 |
| 구단            | 시즌      | 리그명            | 출장 | 골   | 출장 | 골 | 출장 | 골   | 출장 | 골   |
| --------------- | --------- | ----------------- | ---- | ---- | ---- | -- | ---- | ---- | ---- | ---- |
| 에이바르        | 2011–12   | 세군다 디비시온 B | 1    | 0    | 0    | 0  | —    | —    | 1    | 0    |
| 에이바르        | 2012–13   | 세군다 디비시온 B | 24   | 5    | 6    | 0  | 6    | 2    | 36   | 7    |
| 에이바르        | 2013–14   | 세군다 디비시온   | 31   | 2    | 2    | 1  | —    | —    | 33   | 3    |
| 에이바르        | 2014–15   | 라 리가           | 34   | 3    | 2    | 0  | —    | —    | 36   | 3    |
| 에이바르        | 2015–16   | 라 리가           | 36   | 2    | 1    | 0  | —    | —    | 37   | 2    |
| 에이바르        | 2016–17   | 라 리가           | 31   | 0    | 6    | 0  | —    | —    | 37   | 0    |
| 에이바르        | 2017–18   | 라 리가           | 33   | 0    | 1    | 0  | —    | —    | 34   | 0    |
| 에이바르        | 합계      | 합계              | 190  | 12   | 18   | 1  | 6    | 2    | 214  | 15   |
| 아틀레틱 빌바오 | 2018–19   | 라 리가           | 25   | 0    | 3    | 0  | —    | —    | 28   | 0    |
| 아틀레틱 빌바오 | 2019–20   | 라 리가           | 35   | 3    | 7    | 0  | —    | —    | 42   | 3    |
| 아틀레틱 빌바오 | 2020–21   | 라 리가           | 28   | 2    | 4    | 0  | 2    | 0    | 34   | 2    |
| 아틀레틱 빌바오 | 합계      | 합계              | 88   | 5    | 14   | 0  | 2    | 0    | 104  | 5    |
| 경력 합계       | 경력 합계 | 경력 합계         | 278  | 17   | 32   | 1  | 8    | 2    | 318  | 20   |

1. ↑  승격 플레이오프전 출장 경기 기록 포함
2. ↑  2021년에 치러진 2020 코파 델 레이 결승전 출장 경기 기록 포함
3. ↑  수페르코파 데 에스파냐 출장 경기 기록 포함

## 수상
에이바르
- 세군다 디비시온: 2013–14[8]

아틀레틱 빌바오
- 수페르코파 데 에스파냐: 2020–21[18]
- 코파 델 레이 준우승: 2019–20,[19] 2020–21[20]